# Copitarsia purilinea
Copitarsia purilinea là một loài bướm đêm trong họ Noctuidae.